# Мости через Русанівський канал
Руса́нівські мости́ — комплекс залізобетонних мостів через Русанівський канал в місті Києві. До комплексу належать три автомобільні та пішохідні мости. Побудовані в 1960-х роках. Нарівні зі штучним Русанівським каналом і намивним островом, є частиною проєкту житлового масиву Русанівка.

## Автомобільні мости
Побудовані 1963, 1965 та 1968 року відповідно. Мають однопрогонову аркову конструкцію опор.
| Міст                                                            | Довжина | Ширина | Фото |
| --------------------------------------------------------------- | ------- | ------ | ---- |
| Міст, що з'єднує Русанівську набережну та вул. Раїси Окіпної    | 95 м    | 14 м   |      |
| Міст, що з'єднує Русанівську набережну та Дніпровську набережну | 100 м   | 14 м   |      |
| Міст, що з'єднує вул. Ентузіастів і вул. Євгена Сверстюка       | 120 м   | 12 м   |      |

## Пішохідні мости
Побудовані в середині 1960-х років. Мають по дві опори.
| Міст                                                         | Довжина | Ширина | Фото |
| ------------------------------------------------------------ | ------- | ------ | ---- |
| Міст, що з'єднує бульвар Ігоря Шамо та проспект Соборності   | 100 м   | 4 м    |      |
| Міст, що з'єднує бульвар Ігоря Шамо та вул. Ованеса Туманяна | 110 м   | 4 м    |      |